# Pandíón
Pandíón (latinsky Pandion) je v řecké mytologii athénský král, syn krále Erichthonia.
Měl dvě dcery, Prokné a Filomélu. Když Athény válčily s vojsky thébského krále Labdaka, pomohl jim thrácký král Téreus a společně nepřítele odrazili. Za tu pomoc dostal Téreus za manželku královskou dceru Prokné, kterou si odvedl do Thrákie. Porodila mu jediného syna jménem Itys.
Pak Prokné zatoužila zatoužila uvidět svou sestru Filomélu a prosila Térea, aby se vydal do Athén a poprosil krále Pandíóna, aby dovolil sestrám shledání. Téreus se vydal na cestu a v Athénách našel Filomélu ještě krásnější než dřív. Vzbudila v něm velkou vášeň a žádost, které nedokázal odolat. Nešťastnou Filomélu znásilnil a protože vyhrožovala, že vše vyzradí otci i sestře, vyřízl jí jazyk. Uvěznil ji v lesním vězení a otci i sestře sdělil, že Filoméla zemřela.
Ta však utkala obraz a v něm vzkaz, že je držena v zajetí a proč. Prokné vymyslela krutý trest násilnému manželovi. Jediného syna Itya zabila a připravila z něj hostinu pro Térea. Ten v klidu pojedl a když zjistil, co to bylo, chtěl obě sestry krutě potrestat. Už už je doháněl s mečem v ruce, když bohové vraždě zabránili a všechny tři proměnili v ptáky. Prokné se stala vlaštovkou, Filoméla slavíkem a Téreus dudkem s pyšným chocholem.
Když se král Pandíón dozvěděl ty hrozné zprávy, žalem zemřel.